# Mark Kinsella
Mark Anthony Kinsella (Dublino, 12 agosto 1972) è un allenatore di calcio ed ex calciatore irlandese, di ruolo centrocampista.

## Biografia
Ha un figlio, Liam, anch'egli calciatore, mentre la figlia Alice è una ginnasta.

## Carriera

### Giocatore

#### Club
Nel 1989, all'età di 17 anni, l'ex allenatore dei Rangers, lo scozzese Jock Wallace lo portò al Colchester United. Trascorse qui sette stagioni, comprese due in Football Conference e giocò nello Stadio Wembley nel 1992 quando il Colchester United vinse il FA Trophy. I tifosi del Colchester lo soprannominarono Sheedy in onore di Kevin Sheedy, ex giocatore dell'Everton. Ancora oggi Kinsella è il giocatore più amato tra gli ex calciatori del Colchester. Kinsella si trasferì al Charlton Athletic nel settembre del 1996 per 150.000 sterline. Nel 1998 capitanò la squadra nella vittoria alla finale dei play-Off della First Division contro il Sunderland che valse la promozione in Premier League. In questa occasione Kinsella andò a segno nella lotteria dei rigori. L'11 dicembre 1999, in FA Cup contro lo Swindon Town, Kinsella segnò la sua prima doppietta da professionista. Dopo una stagione in massima serie il Charlton venne retrocesso ma l'anno seguente Kinsella aiutò la squadra ad approdare nuovamente in Premiership. Nel 2001 soffrì di un infortunio e al rientro non riuscì a riottenere il posto in squadra. Fu capitano del Charlton dal 1998 al 2002. Nell'agosto 2002 venne acquistato dall'Aston Villa per un milione di sterline. Qui riuscì a collezionare varie presenze durante la prima stagione ma durante la seconda non fu quasi utilizzato e venne ceduto al West Bromwich Albion nel gennaio 2004, firmando un contratto con scadenza a fine stagione con gli Albion. Collezionò 18 presenze aiutando il club ad ottenere la promozione in Premier League. Il suo unico gol lo segnò il 6 marzo 2004 nella vittoria per 3 a 0 sul Coventry City. Nel luglio 2004 Kinsella firmò un biennale con il Walsall. Qui trascorse due stagioni in cui soffrì di vari infortuni. La sua ultima partita da professionista fu la sconfitta contro i rivali dello Swindon Town del 9 dicembre 2006.

#### Nazionale
Ha collezionato 48 presenze e 3 reti nell'Irlanda ed ha partecipato al campionato del mondo 2002. Eletto giocatore irlandese dell'anno nel 1999, indossò la fascia di capitano della Nazionale il 13 novembre 2000 nell'amichevole contro la Finlandia. Anche se raramente ricordato, Kinsella formò un'ottima coppia di centrocampo con Roy Keane durante le qualificazioni ai Mondiali 2002. Keane fu più quotato anche grazie alle prestazioni del compagno di mediana. Dopo il ritiro dalla Nazionale di Keane, Kinsella acquisì più considerazione e formò una buona coppia con il futuro capitano del Charlton Matt Holland.

### Allenatore
Il 24 aprile 2006 prende il posto dell'esonerato Kevan Broadhurst sulla panchina dell'appena retrocesso Walsall. Ha guidato i bianco-rossi per una sola partita: la penultima di campionato vinta contro il Gillingham. La sua breve esperienza da player-manager (giocatore-allenatore) del Walsall si concluse il 3 maggio 2006 quando Richard Money divenne il nuovo allenatore. Nel dicembre 2006 è stato incaricato di allenare la squadra riserve del Charlton Athletic. Il 10 giugno 2008 gli è stato rinnovato il contratto. Nel dicembre 2008, dopo l'esonero di Alan Pardew, Kinsella è stato promosso vice-allenatore della prima squadra del Charlton a sostegno del subentrato Phil Parkinson. Nel luglio 2009 questo ruolo è stato assunto da Tim Breacker, ma Kinsella fa tuttora parte dello staff della squadra nelle vesti di assistente tecnico. Il 27 settembre 2012 viene nominato vice allenatore del Colchester United, incarico che mantiene fino all'inizio della stagione 2014-2015. Per la stagione 2014-2015 diventa vice allenatore del Drogheda. Il 30 agosto 2015 viene nominato allenatore del Drogheda. Mantiene l'incarico fino al 27 ottobre 2015. Dal 27 ottobre 2015 torna ad essere vice allenatore. Alla fine del 2015 lascia l'incarico.

## Statistiche

### Presenze e reti nei club
| Stagione                 | Squadra                  | Campionato               | Campionato | Campionato | Totale | Totale |
| Stagione                 | Squadra                  | Comp                     | Pres       | Reti       | Pres   | Reti   |
| ------------------------ | ------------------------ | ------------------------ | ---------- | ---------- | ------ | ------ |
| 1989-1990                | Colchester Utd           | FD                       | 6          | 0          | 6      | 0      |
| 1990-1991                | Colchester Utd           | NL                       | 11         | 0          | 11     | 0      |
| 1991-1992                | Colchester Utd           | NL                       | 42         | 3          | 42     | 3      |
| 1992-1993                | Colchester Utd           | TD                       | 38         | 6          | 38     | 6      |
| 1993-1994                | Colchester Utd           | TD                       | 42         | 8          | 42     | 8      |
| 1994-1995                | Colchester Utd           | TD                       | 42         | 6          | 42     | 6      |
| 1995-1996                | Colchester Utd           | TD                       | 45         | 5          | 45     | 5      |
| lug.-set. 1996           | Colchester Utd           | TD                       | 7          | 2          | 7      | 2      |
| Totale Colchester United | Totale Colchester United | Totale Colchester United | 233        | 30         | 233    | 30     |
| set. 1996-1997           | Charlton                 | FD                       | 37         | 6          | 37     | 6      |
| 1997-1998                | Charlton                 | FD                       | 46         | 6          | 46     | 6      |
| 1998-1999                | Charlton                 | PL                       | 38         | 2          | 38     | 2      |
| 1999-2000                | Charlton                 | FD                       | 38         | 3          | 38     | 3      |
| 2000-2001                | Charlton                 | PL                       | 32         | 2          | 32     | 2      |
| 2001-2002                | Charlton                 | PL                       | 17         | 0          | 17     | 0      |
| Totale Charlton          | Totale Charlton          | Totale Charlton          | 208        | 19         | 208    | 19     |
| 2002-2003                | Aston Villa              | PL                       | 19         | 0          | 19     | 0      |
| lug.-dic. 2003           | Aston Villa              | PL                       | 1          | 0          | 1      | 0      |
| Totale Aston Villa       | Totale Aston Villa       | Totale Aston Villa       | 20         | 0          | 20     | 0      |
| gen.-giu. 2004           | West Bromwich            | FD                       | 18         | 1          | 18     | 1      |
| 2004-2005                | Walsall                  | FL1                      | 22         | 0          | 22     | 0      |
| 2005-2006                | Walsall                  | FL1                      | 10         | 0          | 10     | 0      |
| lug.-dic. 2006           | Walsall                  | FL2                      | 11         | 1          | 11     | 1      |
| Totale Walsall           | Totale Walsall           | Totale Walsall           | 43         | 1          | 43     | 1      |
| Totale carriera          | Totale carriera          | Totale carriera          | 522        | 51         | 522    | 51     |

### Cronologia presenze in nazionale
| Cronologia completa delle presenze e delle reti in nazionale ― Irlanda | Cronologia completa delle presenze e delle reti in nazionale ― Irlanda | Cronologia completa delle presenze e delle reti in nazionale ― Irlanda | Cronologia completa delle presenze e delle reti in nazionale ― Irlanda | Cronologia completa delle presenze e delle reti in nazionale ― Irlanda | Cronologia completa delle presenze e delle reti in nazionale ― Irlanda | Cronologia completa delle presenze e delle reti in nazionale ― Irlanda | Cronologia completa delle presenze e delle reti in nazionale ― Irlanda |
| Data                                                                   | Città                                                                  | In casa                                                                | Risultato                                                              | Ospiti                                                                 | Competizione                                                           | Reti                                                                   | Note                                                                   |
| ---------------------------------------------------------------------- | ---------------------------------------------------------------------- | ---------------------------------------------------------------------- | ---------------------------------------------------------------------- | ---------------------------------------------------------------------- | ---------------------------------------------------------------------- | ---------------------------------------------------------------------- | ---------------------------------------------------------------------- |
| 25-3-1998                                                              | Olomouc                                                                | Rep. Ceca                                                              | 2 – 1                                                                  | Irlanda                                                                | Amichevole                                                             | -                                                                      | 71’                                                                    |
| 22-4-1998                                                              | Dublino                                                                | Irlanda                                                                | 0 – 2                                                                  | Argentina                                                              | Amichevole                                                             | -                                                                      |                                                                        |
| 5-9-1998                                                               | Dublino                                                                | Irlanda                                                                | 2 – 0                                                                  | Croazia                                                                | Qual. Euro 2000                                                        | -                                                                      | 35’                                                                    |
| 14-10-1998                                                             | Dublino                                                                | Irlanda                                                                | 5 – 0                                                                  | Malta                                                                  | Qual. Euro 2000                                                        | -                                                                      |                                                                        |
| 18-11-1998                                                             | Belgrado                                                               | Jugoslavia                                                             | 1 – 0                                                                  | Irlanda                                                                | Qual. Euro 2000                                                        | -                                                                      |                                                                        |
| 10-2-1999                                                              | Dublino                                                                | Irlanda                                                                | 2 – 0                                                                  | Paraguay                                                               | Amichevole                                                             | -                                                                      | 67’                                                                    |
| 28-4-1999                                                              | Dublino                                                                | Irlanda                                                                | 2 – 0                                                                  | Svezia                                                                 | Amichevole                                                             | -                                                                      | 46’                                                                    |
| 29-5-1999                                                              | Dublino                                                                | Irlanda                                                                | 0 – 1                                                                  | Irlanda del Nord                                                       | Amichevole                                                             | -                                                                      |                                                                        |
| 9-6-1999                                                               | Dublino                                                                | Irlanda                                                                | 1 – 0                                                                  | Macedonia                                                              | Qual. Euro 2000                                                        | -                                                                      |                                                                        |
| 1-9-1999                                                               | Dublino                                                                | Irlanda                                                                | 2 – 1                                                                  | Jugoslavia                                                             | Qual. Euro 2000                                                        | -                                                                      |                                                                        |
| 4-9-1999                                                               | Zagabria                                                               | Croazia                                                                | 1 – 0                                                                  | Irlanda                                                                | Qual. Euro 2000                                                        | -                                                                      | cap.                                                                   |
| 8-9-1999                                                               | Ta' Qali                                                               | Malta                                                                  | 2 – 3                                                                  | Irlanda                                                                | Qual. Euro 2000                                                        | -                                                                      |                                                                        |
| 9-10-1999                                                              | Skopje                                                                 | Macedonia                                                              | 1 – 1                                                                  | Irlanda                                                                | Qual. Euro 2000                                                        | -                                                                      | 60’                                                                    |
| 17-11-1999                                                             | Bursa                                                                  | Turchia                                                                | 0 – 0                                                                  | Irlanda                                                                | Qual. Euro 2000                                                        | -                                                                      |                                                                        |
| 23-2-2000                                                              | Dublino                                                                | Irlanda                                                                | 3 – 2                                                                  | Rep. Ceca                                                              | Amichevole                                                             | -                                                                      |                                                                        |
| 26-4-2000                                                              | Dublino                                                                | Irlanda                                                                | 0 – 1                                                                  | Grecia                                                                 | Amichevole                                                             | -                                                                      |                                                                        |
| 2-9-2000                                                               | Amsterdam                                                              | Paesi Bassi                                                            | 2 – 2                                                                  | Irlanda                                                                | Qual. Mondiali 2002                                                    | -                                                                      |                                                                        |
| 7-10-2000                                                              | Lisbona                                                                | Portogallo                                                             | 1 – 1                                                                  | Irlanda                                                                | Qual. Mondiali 2002                                                    | -                                                                      |                                                                        |
| 11-10-2000                                                             | Dublino                                                                | Irlanda                                                                | 2 – 0                                                                  | Estonia                                                                | Qual. Mondiali 2002                                                    | -                                                                      |                                                                        |
| 15-11-2000                                                             | Dublino                                                                | Irlanda                                                                | 3 – 0                                                                  | Finlandia                                                              | Amichevole                                                             | 1                                                                      | cap.                                                                   |
| 24-3-2001                                                              | Strovolos                                                              | Cipro                                                                  | 0 – 4                                                                  | Irlanda                                                                | Qual. Mondiali 2002                                                    | -                                                                      |                                                                        |
| 25-4-2001                                                              | Dublino                                                                | Irlanda                                                                | 3 – 1                                                                  | Andorra                                                                | Qual. Mondiali 2002                                                    | 1                                                                      | 22’ 79’                                                                |
| 2-6-2001                                                               | Dublino                                                                | Irlanda                                                                | 1 – 1                                                                  | Portogallo                                                             | Qual. Mondiali 2002                                                    | -                                                                      | 80’                                                                    |
| 6-6-2001                                                               | Tallinn                                                                | Estonia                                                                | 0 – 2                                                                  | Irlanda                                                                | Qual. Mondiali 2002                                                    | -                                                                      |                                                                        |
| 15-11-2001                                                             | Teheran                                                                | Iran                                                                   | 1 – 0                                                                  | Irlanda                                                                | Qual. Mondiali 2002                                                    | -                                                                      |                                                                        |
| 27-3-2002                                                              | Dublino                                                                | Irlanda                                                                | 3 – 0                                                                  | Danimarca                                                              | Amichevole                                                             | -                                                                      | 65’                                                                    |
| 17-4-2002                                                              | Dublino                                                                | Irlanda                                                                | 2 – 1                                                                  | Stati Uniti                                                            | Amichevole                                                             | 1                                                                      | 46’                                                                    |
| 16-5-2002                                                              | Dublino                                                                | Irlanda                                                                | 1 – 2                                                                  | Nigeria                                                                | Amichevole                                                             | -                                                                      | 63’                                                                    |
| 1-6-2002                                                               | Niigata                                                                | Camerun                                                                | 1 – 1                                                                  | Irlanda                                                                | Mondiali 2002 - 1º turno                                               | -                                                                      |                                                                        |
| 5-6-2002                                                               | Kashima                                                                | Irlanda                                                                | 1 – 1                                                                  | Germania                                                               | Mondiali 2002 - 1º turno                                               | -                                                                      |                                                                        |
| 11-6-2002                                                              | Yokohama                                                               | Irlanda                                                                | 3 – 0                                                                  | Arabia Saudita                                                         | Mondiali 2002 - 1º turno                                               | -                                                                      | 89’                                                                    |
| 16-6-2002                                                              | Suwon                                                                  | Spagna                                                                 | 1 – 1 dts (3 – 2 dtr)                                                  | Irlanda                                                                | Mondiali 2002 - Ottavi di finale                                       | -                                                                      |                                                                        |
| 21-8-2002                                                              | Helsinki                                                               | Finlandia                                                              | 0 – 3                                                                  | Irlanda                                                                | Amichevole                                                             | -                                                                      | 46’                                                                    |
| 7-9-2002                                                               | Mosca                                                                  | Russia                                                                 | 4 – 2                                                                  | Irlanda                                                                | Qual. Euro 2004                                                        | -                                                                      |                                                                        |
| 16-10-2002                                                             | Dublino                                                                | Irlanda                                                                | 1 – 2                                                                  | Svizzera                                                               | Qual. Euro 2004                                                        | -                                                                      |                                                                        |
| 12-2-2003                                                              | Glasgow                                                                | Scozia                                                                 | 0 – 2                                                                  | Irlanda                                                                | Amichevole                                                             | -                                                                      | 78’                                                                    |
| 29-3-2003                                                              | Tbilisi                                                                | Georgia                                                                | 1 – 2                                                                  | Irlanda                                                                | Qual. Euro 2004                                                        | -                                                                      |                                                                        |
| 2-4-2003                                                               | Tirana                                                                 | Albania                                                                | 0 – 0                                                                  | Irlanda                                                                | Qual. Euro 2004                                                        | -                                                                      |                                                                        |
| 30-4-2003                                                              | Dublino                                                                | Irlanda                                                                | 1 – 0                                                                  | Norvegia                                                               | Amichevole                                                             | -                                                                      | 65’                                                                    |
| 7-6-2003                                                               | Dublino                                                                | Irlanda                                                                | 2 – 1                                                                  | Albania                                                                | Qual. Euro 2004                                                        | -                                                                      | 42’ 55’                                                                |
| 11-6-2003                                                              | Dublino                                                                | Irlanda                                                                | 2 – 0                                                                  | Georgia                                                                | Qual. Euro 2004                                                        | -                                                                      | 86’                                                                    |
| 19-8-2003                                                              | Dublino                                                                | Irlanda                                                                | 2 – 1                                                                  | Australia                                                              | Amichevole                                                             | -                                                                      |                                                                        |
| 9-9-2003                                                               | Dublino                                                                | Irlanda                                                                | 2 – 2                                                                  | Turchia                                                                | Amichevole                                                             | -                                                                      | cap.                                                                   |
| 11-10-2003                                                             | Basilea                                                                | Svizzera                                                               | 2 – 0                                                                  | Irlanda                                                                | Qual. Euro 2004                                                        | -                                                                      | 74’ 87’                                                                |
| 31-3-2004                                                              | Dublino                                                                | Irlanda                                                                | 2 – 1                                                                  | Rep. Ceca                                                              | Amichevole                                                             | -                                                                      | 76’                                                                    |
| 28-4-2004                                                              | Bydgoszcz                                                              | Polonia                                                                | 0 – 0                                                                  | Irlanda                                                                | Amichevole                                                             | -                                                                      |                                                                        |
| 29-5-2004                                                              | Londra                                                                 | Irlanda                                                                | 0 – 3                                                                  | Nigeria                                                                | Amichevole                                                             | -                                                                      |                                                                        |
| 2-6-2004                                                               | Londra                                                                 | Irlanda                                                                | 1 – 0                                                                  | Giamaica                                                               | Amichevole                                                             | -                                                                      | cap.                                                                   |
| Totale                                                                 |                                                                        | Presenze                                                               | 48                                                                     |                                                                        | Reti                                                                   | 3                                                                      |                                                                        |

## Palmarès

### Club

#### Competizioni nazionali
- FA Trophy: 1

Colchester United: 1991-1992
- National League (campionato inglese): 1

Colchester United: 1991-1992
- First Division: 1

Charlton: 1999-2000

### Individuale
- Calciatore dell'anno della FAI: 1

1999